# عصر القرود (كتاب)
كتاب عصر القرود هو كتاب من تأليف الدكتور مصطفى محمود تحدث فيه عن الحب والمودة والرحمة – بين الزوجين – والفرق بين الثلاثة؟! ولماذا تم ذكر الأخيرتين في القرآن عوضاً عن الحب؟! ما الفرق بين الحب والشهوة؟ وهل هما نفس الشئ؟ وهل يجتمعان في شخص؟ 

## مقتطفات من الكتاب
- “على خطايانا يجب أن نبكي حقًا وليس على أي هجر؛ أو أي فراق؛ أو أي مرض؛ أو أي موتٍ؛ وذلك حال الذين قدروا الله حق قدرهِ”
- “ولا شك أن أمهاتنا الرجعيات من الجيل القديم، قد فهمن الأنوثة أكثر من حفيداتهن المودرن المثقفات”
- “فاللإنسان هو إنسان فقط إذا استطاع أن يقاوم ما يحب ويتحمل ما يكره، وهو إنسان فقط إذا ساد عقله على بهيميته وإذا ساد رشده على حماقته..وتلك أول ملامح الإنسانية في الإنسان”
- “حاولوا أن تكونوا فضلاء أولا قبل أن تفتشوا عن المرأة الفاضلة..فالثمار لا يمكن أن تظهر ألا إذا ظهرت الزهور أولا”
- “و لن تجد لسنة الله تبديلا، وانما الحب وروايات أهل الحب مثال من ألف مثال”
- “نحن قادمون على عصر القرود فبرغم هذا الكم من التكنولوجيا التي وصل لها الإنسان فنحن أصبحنا امام انسان اقل رحمة، اقل مودة، اقل عطفا، اقل شهامه، اقل مروءة، واقل صفاء من الإنسان المتخلف.”
- “فهناك من تحب فلا ترحم..وهذا حال الكثرة.. وهناك من ترحم ولا تحب..وتلك عطاؤها شفقة وصدقة وذلك عطاء لا حب فيه، وندر بين النساء من جمعت في قلبها جمعية «الحب والرحمة»..تلك التي عواطفها سكن وحنانها قيم وحبها ظل ظليل وليس نارا محرقة..”
- “إنما يخلق الإنسان ليولد وحده ويموت وحده ويشيخ وحده ويمرض وحده ويتألم وحده ويكابد وحده ويلقى الله وحده ولا نملك أكثر من أن نهون على بعضنا الطريق”
- “بانتهاء الحياء تبدأ دولة القرود”
- “الإنسان هو إنسان فقط إذا استطاع ان يقاوم مايحب ويتحمل ما يكره وهو إنسان فقط إذا ساد عقله على بهيمته وإذا ساد رشده على حماقته وتلك أول ملامح الإنسانية”
- “حاولوا أن تكونوا فضلاء اولا، قبل أن تفتشوا..عن المرأة الفاضلة فالثمار لا يمكن أن تظهر الا إذا ظهرت الزهور أولا.”
- “تربية الفضيلة فالنفس امر مختلف عن تسمين الدجاج أو تربية الاسماك.. فليس للفضيلة وصفة علمية تنمو بها ولا بذور تشترى من السوق.. اما الفضيلة نور ولا يمكن ان تنور النفوس إلا بالاتجاه إلى مصدر الاشراق.. إلى الله صاحب الفضل في كل فضيلة.”
- “يكاد أن يكون الحب صنم هذا العصر الذي يحرق له البخور ويقدم له الشباب القرابين من دمائهم”

## وصلات خارجية
- فيديو حلقات الدكتور مصطفى محمود.
- مدونة الدكتور مصطفى محمود.
- «كان نائماً في سكينة تامة لم يستيقظ منها»: ابنة مصطفى محمود لـ«العربية.نت»: العالم الكبير رحل في هدوء، العربية نت، 31 أكتوبر 2009.
- صفحة مصطفى محمود على موقع أبجد
- صفحة اقتباسات مصطفى محمود على موقع أبجد
- صفحة باسم الدكتور رائعة على الفيس بوك
- الفيلم الوثائقي العالم والايمان على اليوتيوب
- محمود تحميل كتب الدكتور مصطفى محمود كاملة pdf